# Pianissima
Pianissima (née le 13 janvier 2003, morte le 17 octobre 2015) est une jument de race Arabe, née au haras national de Janów Podlaski, en Pologne. Elle a établi un record remarquable en show de présentation. Elle est de robe bai, sans marques blanches.

## Histoire
Elle naît le 13 janvier 2003 au haras national de Janów Podlaski, en Pologne. De 2005 à 2007, elle a été louée à Aria Arabians aux États-Unis, où elle est présentée au licol par l'entraîneur Greg Gallun. Elle est ensuite retournée en Pologne pour une courte période de temps, avant de retourner aux États-Unis en 2009. En 2012, elle est stationnée en Pologne pour une période de retrait des show de présentation. 
Elle tombe subitement malade à l'âge de 12 ans, et meurt le 17 octobre 2015 à Janów Podlaski,,.

## Description
Pianissima est connue comme « la plus belle jument arabe du monde », une incarnation de la beauté. Elle est surnommée « Penny ».

## Origines
Pianissima est une fille de Gazal al Shaqab, et de la jument polonaise Pianosa, faisant d'elle une demi-sœur de Marwan al Shaqab. Sa lignée paternelle est Saklawi I et sa lignée maternelle Szamrajowka. 

## Palmarès
Pianissima est la seule jument dans l'histoire de la race Arabe à avoir remporté deux fois la Triple Couronne européenne (Coupe des Nations d'Aix-la-chapelle, Championnat d’Europe de Moorsele, et Championnat du Monde de Paris), ainsi que des nationaux polonais Champion Junior/Best en show, à la fois comme jument junior et senior. Elle est la seule Arabe à jamais avoir obtenu tous les titres dans la même année (2004 et 2008), et à chaque fois par décision unanime.
- 2013 : meilleure reproductrice au Championnat du Monde du Cheval arabe, salon du cheval de Paris[6].

## Descendance
En 2009, Pianissima a donné six poulains, dont cinq par transfert d'embryon, et un par naissance naturelle. Sa descendance s'est bien vendue.
- EVG Piassondra - 2007 pouliche par Pershahn El Jamaal (via transfert d'embryon)
- Nismat Albidayer - 2007 pouliche par Ames de Charisme (via TE)
- PA Encore - 2008 poulain par Enzo (via TE)
- AJ Penelope - 2008 pouliche par El Nabila B (via TE)
- Pia - 2009 pouliche par Ganges (naissance naturelle)
- Royal T Phorte - 2010 poulain par Eden C
- Pianova - 2011 pouliche par Eden C (naissance naturelle)
- Prometeusz - 2012 poulain, par Fa El-Shawan (naissance naturelle)
- Pamina - 2015 pouliche par Pogrom (naissance naturelle)

### Articles
- [Bataille 2014] Laetitia Bataille, « Pianissima et Bandola : les deux reines », Cheval Savoir, no 49,‎ décembre/janvier 2014 (lire en ligne)
- [Luft 2015] (en) Monika Luft, « Pianissima : the passing of an icon », Tutto Arabi,‎ novembre 2015, p. 226-235 (lire en ligne)